# Портрет Кристине од Данске
Портрет Кристине од Данске (итал. Ritratto di Cristina di Danimarca) је слика која се приписује италијанском ренесансном сликару Тинторету. Представља уље на платну, насликано 1555–1556. године. Тренутно се налази у Народном музеју у Београду. Приказује Кристину од Данске. Раније приписана Тицијану Вечерију, cлика је била део колекције Марије од Угарске (1505–1558) већ 1556. године. Пре Другог светског рата била је део колекције Bonacossi.

## Историја
Између 1941. и 1942. године, слику је из колекције Contini Bonacossi у Фиренци, заједно са другима, купио немачки трговац уметнина Валтер Хофер, по налогу Хермана Геринга, који ју је илегално донео у Немачку. Године 1948. ју је украо из Минхена, а у његовом власништву остала је до 1988. године, а затим је примљена у Народни музеј у Београду.
Дело је позајмљено између новембра 2004. и фебруара 2005. националној пинакотеки у Болоњи и од 3. марта до 24. априла 2005. замку у Барију.